# 릴리 슈슈의 모든 것
《릴리 슈슈의 모든 것》(リリイ・シュシュのすべて)은 2001년에 개봉된 이와이 슌지 감독의 일본 영화이다. 대한민국에는 2005년에 개봉됐다.

## 등장인물

### 중학생들
- 하스미 유이치: 이치하라 하야토

릴리 슈슈의 팬이다. 릴리 슈슈는 호시노를 통해 알게 됐으며 새 학기가 시작하고 호시노 패거리에게 집단 따돌림 당한다. 아버지는 교통사고로 돌아가셨고 어머니가 재혼해 피가 섞이지 않은 동생이 있다.
- 호시노 슈스케: 오시나리 슈고

릴리 슈슈의 팬. 운동도 잘하고 성적도 뛰어난 학생회장이다. 집안이 부유했지만 여름 방학 때 회사가 망해 가족이 헤어지게 된다. 초등학교 때 집단 괴롭힘을 당했으며, 현재는 집단 괴롭힘 그룹의 선동자로써 동급생 들에게 도둑질이나 매춘을 강요하고 있어 친구들 사이에서 평판이 나쁘다.
- 츠다 시오리: 아오이 유

유이치의 반 친구. 호시노에게 약점을 잡혀 원조교제 당하고 그 돈을 호시노에게 바친다. 첫 원조교제 후 돌아가는 길에 시중을 든 유이치에게 호감을 가지고 유이치가 가지고 있던 릴리 슈슈의 CD를 듣게 된다.
- 쿠노 요코: 이토 아유미

유이치가 좋아하는 반 친구. 호시노에게 릴리 슈슈를 알려줬다. 호시노와 초등학교 시절 사이가 좋았지만 전학갔으며, 중학교에서 다시 만나지만 친하게 지내지는 않는다. 피아노를 잘치며 방과후에도 음악실에 있다. 남자들에게 인기가 좋고 여자들에겐 미움받지만 거기에 굽히지 않는 정신력을 가지고 있다.
- 사사키 켄타로: 호소야마다 다카히토

유이치네 반의 반장. 책임감과 정의감이 있으며, 츠다를 짝사랑하고 있다.
- 칸자키 스미카: 마츠다 카즈사

반 여자아이들의 중심적인 존재이며 쿠노와는 성격이 맞지 않아 괴롭힌다.
- 이누부시 레츠야: 사와키 테츠

학급의 불량학생이었지만 새 학기가 시작하고 입장이 바뀌어 호시노에게 복종한다.
- 츠지이 카게히코

같이 호시노에 반항하지 못하고 있다.
- 시미즈 쿄타: 카사하라 히데유키

유이치와 같은 검도부 친구. 호시노에게 시비건 다른 학교 학생과 말싸움 한다.
- 테라와키 히토시: 카츠지 료

유이치의 친구.
- 이케다 선배: 다카하시 잇세이

검도부 부장이다. 여자에게 인기가 많고 남자에게도 친절하다.
- 칸다 선배: 미나미 이사무

이케다의 후임 검도부장.

### 그 외 어른들
- 오사나이 사치코: 요시오카 마유코

음악 과목 선생이자 유이치네 반 담임 여교사. 문제가 있는 반을 해결하려 하지만 헛수고로 끝나는 경우가 많다.
- 타카오 타비토: 오사와 다카오

오키나와에 여행 온 남자. 소설에선 도쿄 대학 학생이다.
- 호시노 이즈미: 이나모리 이즈미

슈스케의 엄마. 이나모리 이즈미를 닮은 미인이다.
- 하스미 시즈코: 아베 치요 (후지 TV 아나운서)

유이치의 엄마. 임신 중이다.
- 시마부쿠로: 이치카와 미와코

여행 안내원. 시사 씨의 방언을 해석해준다.
- 시사 씨: 캇찬캇찬

방언이 심하지만 오키나와를 자세히 알고있는 거주자. 외모는 부랑자같다.
- 오타쿠: 히구치 신지

포르쉐를 갖고 있어서 다른 학교 학생들에게 돈을 뺏기는 만화가이다.
- 레스토랑 남자: 스기모토 텟타

츠다의 손님
- 온다 테루: 다나카 요지

교사. 도둑질한 유이치 때문에 어머니를 학교로 불러 설교한다.
- 양호실 선생: 후지이 카오리

### 인터넷 상의 인물
- 피리아

릴리 슈슈 팬사이트인 〈릴리피리아〉 관리자이다. 피리아란 이름은 릴리 슈슈 활동했던 밴드에서 따왔다. 캐틀 사건이 일어나고 릴리 피리아를 폐쇄한다.
- 사티

〈릴리피리아〉 게시판 단골 사용자. 〈릴리피리아〉폐쇄 후 팬 사이트 〈릴리홀릭〉을 만든다. 이름은 릴리가 존경하는 에리크 사티에서 따왔다. 캐틀 사건 당시 표시는 노란 선글라스와 노란 점퍼
- 아오네코 (파란 고양이)

〈릴리피리아〉 게시판 단골 사용자. 같은 단골인 후유에게 연애감정을 가지고 메일을 주고받았지민 메일이 해킹당해 〈릴리피리아〉에 공개됐고, 〈릴리피리아〉 폐쇄 후 〈릴리홀릭〉에는 나타나지 않았다. 캐틀 사건 당시 표시는 파란 사과.
- 후유

〈릴리피리아〉 사용자 아오네코와 주고받은 메일이 해킹되고 〈릴리피리아〉에서 모습을 감춘다. 시부야 캐틀에 나타났지만 네카마였다.

## 관련 용어
- 릴리 슈슈

음악 차트에서 1위를 차지할 정도 인기있는 일본의 여성 가수. 일부 열광적인 팬을 가지고 있다.
- 에테르: 질서라는 의미.
- 피리아

릴리 슈슈가 보컬로 활동했던 밴드. 카마카츠가 주도했던 밴드였기 때문에 릴리 팬에게 평판은 좋지 않다. 작사는 모두 대필작가라는 설도 있다.
- 카마카츠

카야마 카츠히로. 피리아의 구성원이었으며 작곡을 담당했다. 해체 후에는 솔로로 활동 중이다.
- 블러드배리 오케스트라 (Bradbury Orchestra)

릴리가 중학교 때 보컬로 활동했던 밴드. 데뷔는 하지 않아서 피리아보다 지명도가 낮다.
- 옐로 펠로우스 (Yellow Fellows)

카마카츠가 소속했던 밴드.
- 릴리 홀릭

팬 사이트 릴리피리아가 폐쇄된 후 사티가 만든 팬사이트.
- 캐틀 사건

시부야 캐틀에서 펼쳐진 릴리의 공연 후 일어난 살인 사건으로 신문 등에도 크게 보도됐다.
- 아라베스크

릴리의 두 번째 싱글 《回復する傷》의 커플링곡. 클로드 드뷔시의 영향을 받아 만들어졌으며, 가사에 〈남쪽 섬〉이 등장한다.
- 에로틱 (EROTIC)

릴리의 두 번째 음반.

## 영화와 소설의 차이점
- 유이치와 호시노가 속한 동아리는 영화에선 검도부, 소설에선 육상부이다.
- 영화에서 자살하는 사람은 츠다이지만 소설에선 쿠노이다.
- 절정 부분에서 사건이 일어나는 공연장은 영화에선 국립 요요기 경기장 제1 체육관이지만, 소설에선 시부야 캐틀이라는 가공의 공연장이다.